# ...nella notte
...nella notte è il primo album da solista di Aldo Tagliapietra.

## Il disco
Pubblicato dalla casa discografica Holly Records di Treviso, distribuita dalla CGD, l'album è registrato al Gulliver recording Studio di Treviso nell'agosto 1984.
Alla registrazione del disco partecipano alcuni musicisti, anche del passato, delle Orme, come Tolo Marton, Michi Dei Rossi e Germano Serafin.
Tagliapietra è autore dei testi e delle musiche di tutte le canzoni, tranne Camminerò, Montmartre e No, no, no....no, i cui testi sono di Tagliapietra e ed Ennio Favaretto.

## Tracce
Lato A
- La star - 3:47
- Camminerò
- Dance story
- A piedi scalzi

Lato B
- ...nella notte
- Montmartre
- Sogni in bianco e nero
- No, no, no....no

## Formazione
- Aldo Tagliapietra - voce, chitarra, tastiere
- Michi Dei Rossi - batteria
- Tolo Marton - chitarra
- Germano Serafin - chitarra
- Carlo Landini - basso
- Sergio De Nardi - tastiere
- Pippo Trentin - sax
- Jacopo Jacopetti - sax